# 安德韋利耶

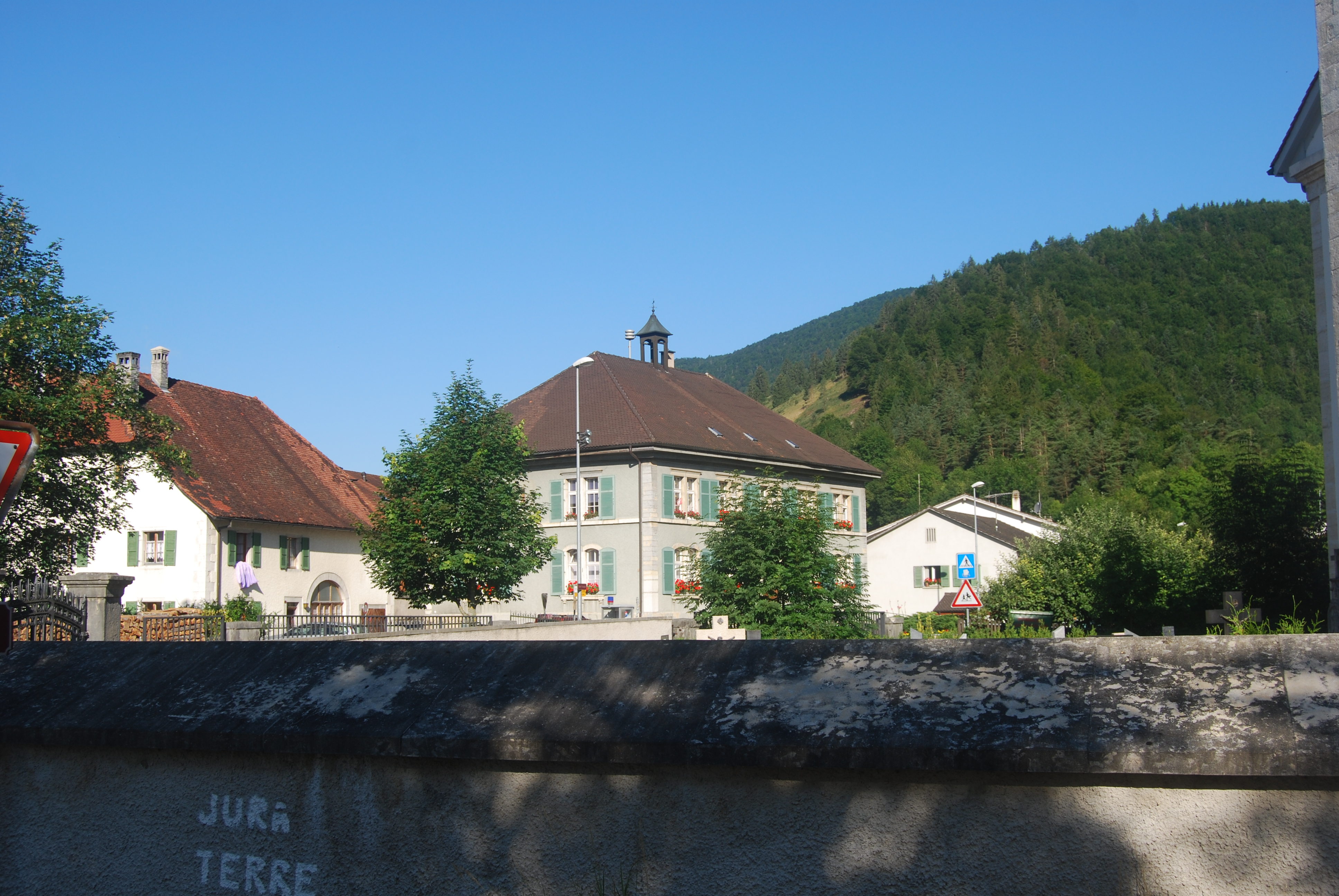

安德韋利耶（法語：Undervelier）是瑞士的一个鎮，位於該國西北部，由汝拉州負責管轄，面積14.平方公里，海拔高度536米，2011年人口296，五成半人口信奉羅馬天主教，人口密度每平方公里21人。